# Manduca armatipes
Espèce
Manduca armatipes est une espèce de lépidoptères (papillons) de nuit de la famille des Sphingidae, de la sous-famille des Sphinginae et de la tribu des Sphingini.

## Description
L'envergure est d'environ 96 mm. L'espèce est semblable par sa coloration et le motif à Manduca lichenea, mais la face dorsale de l'aile postérieure est plus grise, avec un motif postérieur de la cellule en forme de disque prolongeant au plus près de la médiane des bandes sombres. En outre, les lignes transversales sur le dessus de la tête sont plus importantes.

## Distribution et habitat
Distribution
L'espèce est connue en Amérique  du sud : en Uruguay en Bolivie et en Argentine.

## Biologie
Les imagos volent de novembre à février.

## Systématique
- L'espèce Manduca armatipes a été décrite par les entomologistes Lionel Walter Rothschild et Karl Jordan en 1916 sous le nom initial de Protoparce andicola[1].

### Synonymie
- Protoparce armatipes Rothschild & Jordan, 1916 Protonyme